# Un mage de chien
Un mage de chien (Two Gophers from Texas) est un film d'animation américain de la série Merrie Melodies mettant en scène les Goofy Gophers réalisé par Arthur Davis, sorti en 1948.